# Ildar Ferdinandowitsch Achmerow

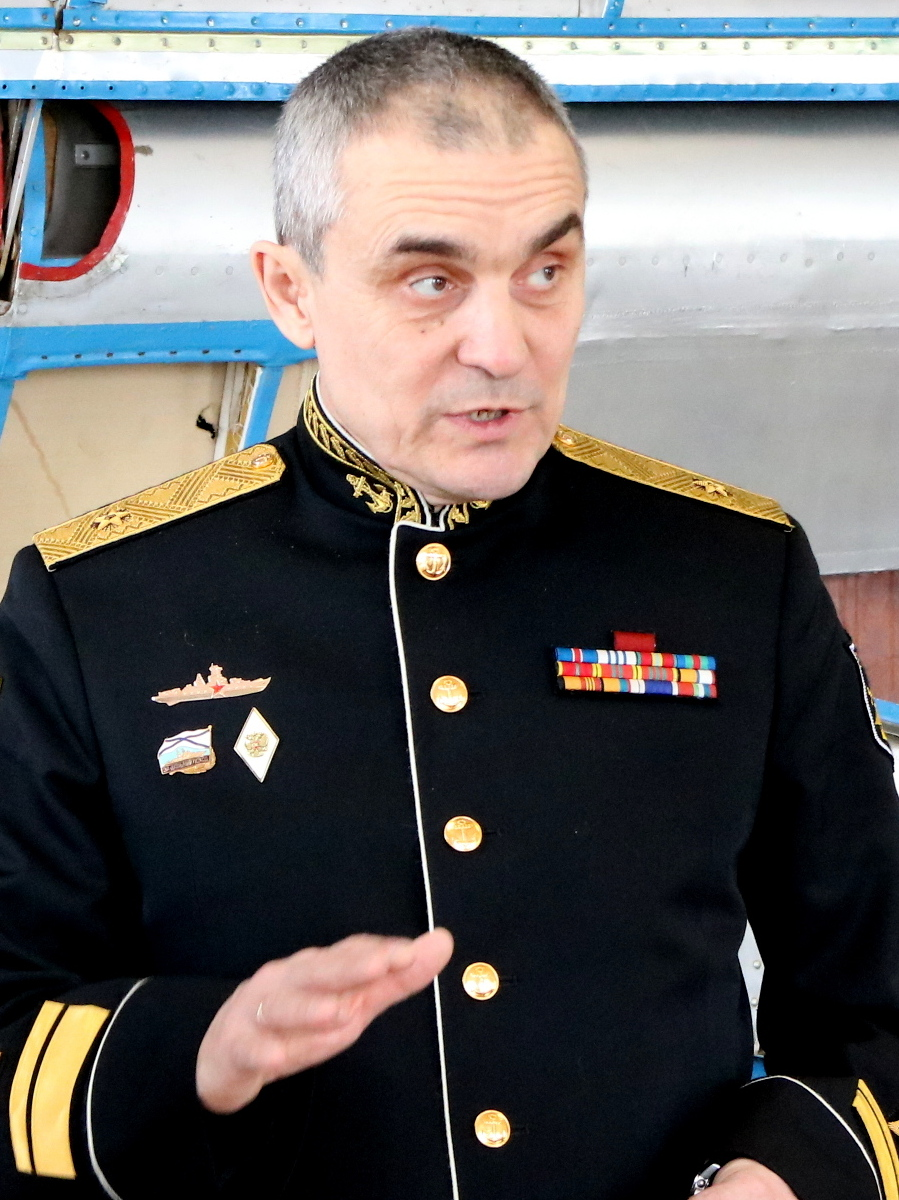
Achmerow im Jahr 2021

Ildar Ferdinandowitsch Achmerow (russisch Ильдар Фердинандович Ахмеров, Transliteration Ildar Ferdinandovič Achmerov; * 7. August 1965 in Kasan) ist ein russischer Militär, der von 2014 bis 2015 Kommandeur der Kaspischen Flottille war.

## Leben
Achmerow absolvierte 1987 die Offiziershochschule S.O. Makarow der Sowjetischen Seekriegsflotte. Er diente zunächst in der Pazifikflotte als Kommandant des Großen U-Jagdschiffes Admiral Winogradow, anschließend als Stabschef und Stellvertreter des Kommandeurs der 44. U-Jagdschiffsbrigade und schließlich als Kommandeur dieser Brigade. Nach einer Verwendung als Stellvertreter Kommandeur der Primorsker Flottille gemischter Kräfte der Pazifikflotte diente er als Stabschef und 1. Stellvertreter des Kommandeurs der Kaspischen Flottille. Die Seekriegsakademie schloss er erfolgreich 2003 ab. 2013 absolvierte er die Fakultät für nationale Sicherheit und Verteidigung des Staates der Militärakademie des Generalstabes der Russischen Streitkräfte in Moskau.
Auf Präsidentenerlass vom 4. Juli 2014 wurde er als Kommandeur der Kaspischen Flottille eingesetzt. Seit Mai 2015 dient er als Stabschef der Kola-Flottille gemischter Kräfte der Nordflotte.
Achmerow ist verheiratet und Vater zweier Töchter.

## Auszeichnungen
- Verdienstorden für das Vaterland 4. Klasse (2010)
- Militärischer Verdienstorden
- Orden „Für Verdienste zur See“
- weitere Medaillen